# Kelly Armstrong
Kelly Michael Armstrong (Dickinson, 8 ottobre 1976) è un politico statunitense, governatore del Dakota del Nord dal 2024 ed in precedenza membro della Camera dei Rappresentanti per lo stesso stato dal 2019 al 2024.

## Biografia
Nato a Dickinson, nel Dakota del Nord, Armstrong studiò alla University of North Dakota dove ottenne il Juris Doctor.
Entrato in politica con il Partito Repubblicano, nel 2012 venne eletto al Senato del Dakota del Nord, dove resta fino al 2018. Dal 2015 al 2018 è anche leader del Partito Repubblicano del Dakota del Nord.
Nel 2018 si candidò alla Camera dei Rappresentanti per il seggio lasciato dal compagno di partito Kevin Cramer, candidatosi al Senato e vinse le elezioni venendo eletto deputato.
Nel 2024 viene eletto governatore del Dakota del Nord con il 68,26% dei voti ed entrando in carica a partire dal 15 dicembre di quell'anno.